# Kammer See
Kammer See är en sjö i Österrike.   Den ligger i förbundslandet Steiermark, i den centrala delen av landet, 190 km väster om huvudstaden Wien. Kammer See ligger 871 meter över havet.
I omgivningarna runt Kammer See växer i huvudsak blandskog. Runt Kammer See är det ganska glesbefolkat, med 25 invånare per kvadratkilometer.